# Velasio De Paolis

Velasio kardinál De Paolis (19. září 1935 Sonnino – 9. září 2017) byl italský římskokatolický kněz, kardinál a bývalý předseda Prefektury ekonomických záležitostí Apoštolského stolce.
Kněžské svěcení přijal 18. března 1961. Na Papežské univerzitě Gregoriana získal doktorát z kanonického práva, licenciát z teologie na Papežské univerzitě Angelicum. Od roku 1988 byl profesorem na Papežské univerzitě Urbaniana, od roku 1997 působil jako děkan fakulty kanonického práva.
Dne 30. prosince 2003 ho papež Jan Pavel II. jmenoval sekretářem Apoštolské signatury a současně titulárním biskupem v diecézi Thelepte. Biskupské svěcení mu udělil 21. února 2004 kardinál státní sekretář Angelo Sodano. 12. dubna 2008 byl jmenovaný předsedou Prefektury ekonomických záležitostí Apoštolského stolce. Dne 9. července 2010 ho papež Benedikt XVI. jmenoval papežským delegátem pro kongregaci Legionáři Kristovi s výraznou pravomocí pro toto řeholní společenství.
Jeho kardinálská nominace byla ohlášena 20. října 2010, kardinálské insignie převzal na konzistoři 20. listopadu téhož roku. O necelý rok později, 21. října 2011 podal (vzhledem k dovršení kanonického věku) rezignaci na svoji funkci předsedy Prefektury ekonomických záležitostí Apoštolského stolce. Jeho nástupcem se stal arcibiskup Giuseppe Versaldi.